# 内博伊沙·佐尔基奇
内博伊沙·佐尔基奇（羅馬化：Nebojša Zorkić，1961年8月21日—），塞尔维亚男子篮球运动员。他曾代表南斯拉夫国家队参加1984年夏季奥林匹克运动会篮球比赛，获得一枚铜牌。